# KTorrent
KTorrent — BitTorrent-клієнт, оптимізований для робочого оточення KDE. Написаний на C++ з використанням інструментарію Qt. Проєкт випускає також залучену у продукті програмну бібліотеку libktorrent.

## Можливості
- Обмеження отримання та передачі файлів, кількості одночасних завантажень і з'єднань на одне закачування;
- Налаштування швидкісних обмежень залежно від часу;
- Обмеження максимальної швидкості для кожного завдання;
- Пошук за допомогою різних інструментів. Серед інших — засіб пошуку по сайтах BitTorrent, яке використовує браузер Konqueror через KParts. Можна також додавати свої пошукові сайти;
- Підтримка UDP-трекерів;
- Плагін для створення чорного списку IP-адреса ів;
- Підтримка UPnP;
- Шифрування протоколу BitTorrent для того, щоб інтернет-провайдери не могли виявляти та обмежувати трафік, що генерується програмою KTorrent;
- Підтримка роздачі без трекера за допомогою DHT та PEX;
- Розстановка пріоритетів файлів;
- Можливість довантаження торентів, вже частково завантажених іншими клієнтами;
- Сканер директорій для автоматичного спостереження за появою нових торентів;
- Ручне додавання трекерів у торенти;
- Автоматичне звантаження торентів зі стрічки новин RSS;
- Можливість переміщати готові завдання в інший каталог;
- Управління через вебінтерфейс з портом за замовчуванням 8080;
- Пошук бенкетів в локальній мережі по протоколу ZeroConf;
- Попереднє виділення місця на диску для недопущення фрагментації;
- Підтримка IPv6
- Підтримка SOCKS 4 та 5

## Нові можливості KTorrent 4
- Поділ на додаток KTorrent і бібліотеку libktorrent. libktorrent відповідає за обробку торент-даних, а KTorrnet як додаток за GUI і взаємодії з користувачем.
- Підтримка технології Суперсід
- Підтримка μTP;
- Підтримка Magnet-посилань;
- Розширена підтримка UDP трекерів;
- Покращений менеджер черг;
- Можливість відключення аутентифікації через Web-інтерфейс;
- Підтримка потокового відтворення відео і музики через плагін Медіапрогравач, схожого з μTorrent Stream